# Јани Лајунен
Јани Лајунен (фин. Jani Lajunen — Еспо, 16. јун 1990) професионални је фински хокејаш на леду који игра на позицијама центра.
Члан је сениорске репрезентације Финске за коју је на међународној сцени дебитовао на светском првенству 2011. године када је селекција Финске освојила титулу светских првака.

## Каријера
Професионалну играчку каријеру Лајунен започиње 2008. као играч екипе Еспоо Блуз из свог родног града, са којом се такмичио у финској лиги. У лето исте године учествовао је на улазном драфту НХЛ лиге где га је као 201. пика у седмој рунди одабрала екипа Нешвил предаторса. И наредне три сезоне након драфта Лајунен је играо за тим Еспа, да би потом отишао у Америку где је наредне две године играо у АХЛ лиги за екипе Милвоки адмиралса и Пиорија ривермена.
Како није успео да се избори за место у НХЛ лиги у лето 2013. враћа се у Европу и потписује двогодишњи уговор са шведским прволигашем Векше лејкерсима, екипом са којом је у сезони 2014/15. освојио титулу првака Шведске. По истеку уговора са шведским тимом враћа се у Фински и постаје играч екипе Тапаре са којом осваја две узастопне титуле финског првака.
У мају 2017. потписује двогодишњи уговор са швајцарским НЛА лигашем Луганом.